# Juegos del Pacífico Sur 1975
Los Juegos del Pacífico Sur 1975 fueron la quinta edición del mayor evento multideportivo de Oceanía. Se llevaron a cabo en Tumon, Guam entre el 1 y el 10 de agosto contando con la participación de 12 países.
La organización fue muy cuestionada, considerando que Guam vivía momentos de inestabilidad política, además de que varios recintos deportivos no estaban a la altura de las circunstancias. Los Juegos tuvieron lugar en la época de lluvias de la dependencia estadounidense, lo que dificultó aún más la correcta realización de los eventos.

## Participantes
| - Fiyi - Guam - Islas Cook - Islas Gilbert y Ellice - Nauru - Nuevas Hébridas | - Nueva Caledonia - Papúa Nueva Guinea - Polinesia Francesa - Samoa Americana - Samoa Occidental - Wallis y Futuna |

## Deportes
Aunque el número total de deportes y la mayoría de éstos se desconocen, los siguientes sí aparecen en los registros:
- Atletismo
- Fútbol (Detalles)
- Natación

## Medallero
| Núm. | País                   | Oro | Plata | Bronce | Total |
| ---- | ---------------------- | --- | ----- | ------ | ----- |
| 1    | Nueva Caledonia        | 37  | 31    | 34     | 102   |
| 2    | Polinesia Francesa     | 27  | 28    | 39     | 94    |
| 3    | Papúa Nueva Guinea     | 22  | 25    | 18     | 65    |
| 4    | Fiyi                   | 13  | 13    | 11     | 37    |
| 5    | Samoa Occidental       | 9   | 4     | 5      | 18    |
| 6    | Guam                   | 3   | 5     | 5      | 13    |
| 7    | Samoa Americana        | 3   | 4     | 5      | 12    |
| 8    | Wallis y Futuna        | 1   | 2     | 8      | 11    |
| 9    | Nuevas Hébridas        | 1   | 3     | 4      | 8     |
| 10   | Islas Cook             | 0   | 1     | 4      | 5     |
| 11   | Islas Gilbert y Ellice | 0   | 0     | 0      | 0     |
| 12   | Nauru                  | 0   | 0     | 0      | 0     |